# Platinissima
Platinissima è stata una trasmissione radiofonica condotta da Platinette con la partecipazione di Manuela Cimmino in onda su Radio Deejay.

## Storia
La trasmissione nasce nel 2000 con il titolo Casa Platinette, per poi cambiare nome qualche anno dopo in Platinissima. La trasmissione ha preso il posto del programma mattutino condotto da Marco Baldini, rimanendovi fino alla stagione 2009/2010. Dal 30 agosto 2010 è andata in onda nella fascia preserale, definita "Drive Time", tra le 18:30 e le 20:00 con lo stesso format.
I temi trattati da Platinette sono principalmente argomenti di attualità, a cui gli spettatori partecipano intervenendo telefonicamente. Tra le varie rubriche fisse, il "Mangianote", ovvero la ricorrenza di una data legata a qualche evento musicale di particolare importanza, e il "Bonza quiz", nell'ambito del quale vengono proposte due parole e gli spettatori devono indovinarne una terza attinente.
Durante la stagione 2011/2012, il programma è andato in onda in versione sia radiofonica che televisiva; la diretta radiofonica era infatti realizzata in uno studio adibito a studio televisivo e veniva trasmessa su Deejay TV. Per l'occasione, il programma ha cambiato titolo in Platinissima presenta: Deejay Good Evening. Si è trattata dell'ultima stagione del programma radiofonico, conclusasi con la puntata del 29 giugno 2012, a causa della mancata riconferma di Platinette nel palinsesto di Radio Deejay per la stagione 2012/2013.